# Corbridge
Koordinaten: 54° 58′ N, 2° 1′ W

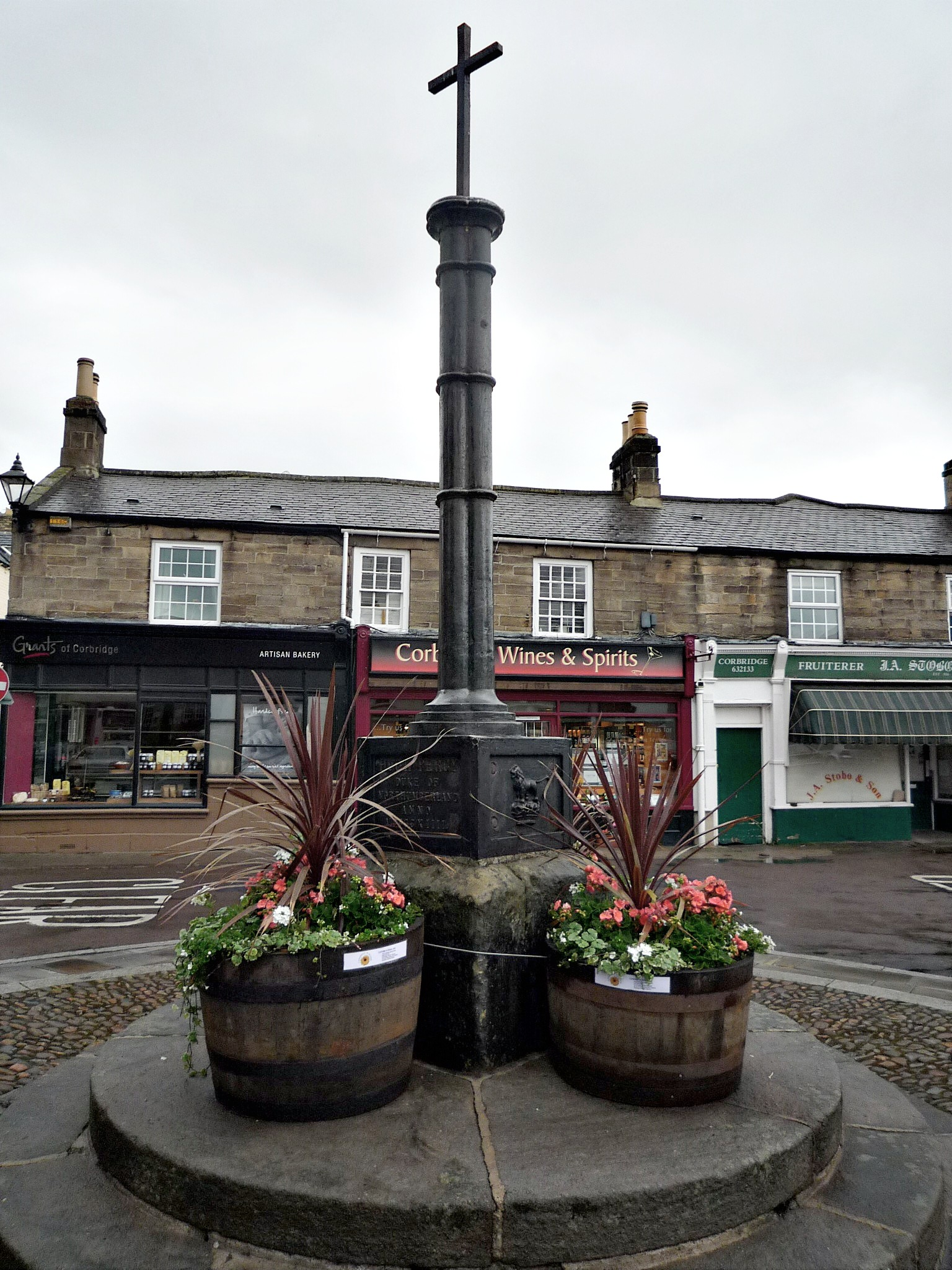
Das Marktkreuz von Corbridge

Corbridge ist eine Kleinstadt am Fluss Tyne in Northumberland im Norden Englands und zählt etwas mehr als 4000 Einwohner. Sie entstand aus dem römischen Lager Coriosopitum, dessen Reste als Freilichtmuseum zu besichtigen sind. Eine weitere Sehenswürdigkeit ist die Kirche St. Andrews aus dem 14. Jahrhundert, deren älteste Teile aus der Romanik stammen.
Corbridge hat einen Bahnhof an der Newcastle-and-Carlisle-Railway-Strecke und liegt an der alten Römerstraße Dere Street.
Im 18. Jahrhundert wurden am Ufer des Tyne mehrfach Stücke aus einem römischen Hortfund gefunden. Erhalten ist nur eine große rechteckige Silberplatte, die Corbridge Lanx, die sich heute im British Museum befindet.

## Persönlichkeiten
- Keith Armstrong (* 1957), Fußballspieler und -trainer
- Steve Bruce (* 1960), Fußballspieler und -trainer
- Diane Bell (* 1963), Judoka
- David Mackenzie (* 1966), Filmregisseur